# Chuck Gaspar
Charles „Chuck“ Gaspar (* 5. Januar 1938; † 15. Januar 2009) war ein US-amerikanischer Spezialeffektkünstler.

## Leben
Gaspar begann seine Karriere Anfang der 1960er Jahre und hatte sein Spielfilmdebüt 1963 mit Alfred Hitchcocks Thriller Die Vögel. Zwischen 1977 und 1988 arbeitete er an 10 Filmen mit Clint Eastwood in der Hauptrolle, der bei sechs der Filme auch die Regie führte; beginnend mit Der Mann, der niemals aufgibt bis Das Todesspiel. Neben Hitchcock und Eastwood arbeitete Gaspar unter anderem auch unter den Regisseuren Stanley Kramer, Woody Allen und John Sturges.
1985 war er für Ivan Reitmans Komödie Ghostbusters – Die Geisterjäger gemeinsam mit Richard Edlund, John Bruno und Mark Vargo für den Oscar in der Kategorie Beste visuelle Effekte nominiert, die Auszeichnung ging in diesem Jahr jedoch an Steven Spielbergs Abenteuerfilm Indiana Jones und der Tempel des Todes. 2014 wurde Gaspar postum für die Entwicklung einer pneumatischen Vorrichtung, mit der Autos zum Überschlagen gebracht werden können, mit dem Oscar für technische Verdienste ausgezeichnet. Der Preis wurde geteilt mit John Frazier und Clay Pinney.

## Filmografie (Auswahl)
- 1963: Die Vögel (The Birds)
- 1971: Valdez (Valdez Is Coming)
- 1972: Was Sie schon immer über Sex wissen wollten, aber bisher nicht zu fragen wagten (Everything You Always Wanted to Know About Sex * But Were Afraid to Ask)
- 1975: Unter Wasser stirbt man nicht (The Drowning Pool)
- 1977: Der Mann, der niemals aufgibt (The Gauntlet)
- 1978: Der Mann aus San Fernando (Every Which Way But Loose)
- 1979: Flucht von Alcatraz (Escape from Alcatraz)
- 1980: Mit Vollgas nach San Fernando (Any Which Way You Can)
- 1982: Firefox
- 1984: Ghostbusters – Die Geisterjäger (Ghostbusters)
- 1985: Pale Rider – Der namenlose Reiter (Pale Rider)
- 1986: Heartbreak Ridge
- 1988: Bird
- 1989: Ghostbusters II
- 1992: Batmans Rückkehr (Batman Returns)
- 1995: Waterworld
- 1996: Twister
- 1998: Armageddon – Das jüngste Gericht (Armageddon)

## Auszeichnungen (Auswahl)
- 1985: Oscar-Nominierung in der Kategorie Beste visuelle Effekte für Ghostbusters – Die Geisterjäger
- 2014: Oscar für technische Verdienste für die Entwicklung der Pneumatic Car Flipper Technik